# ماري كلاس
ماري كلاس (بالإنجليزية: Mary Klass) هي عداءة سريعة سنغافورية، ولدت في 16 مايو 1935.

## وصلات خارجية
- ماري كلاس على موقع اللجنة الأولمبية الدولية (الإنجليزية)
- ماري كلاس على موقع أوليمبيديا (الإنجليزية)
- ماري كلاس على موقع اللجنة الأولمبية السنغافورية (الإنجليزية)